# Било једном у Америци
Било једном у Америци (енгл. Once Upon a Time in America, итал. C'era una volta in America) је епски криминалистички филм из 1984. године у режији Серђа Леонеа са Робертом де Ниром и Џејмсом Вудсом у главним улогама. Музику за филм је радио Енио Мориконе. Филмска прича прати групу њујоршких Јевреја од њиховог детињства почетком двадесетог века, кроз бурни период Прохибиције, до почетка шездесетих година двадесетог века. У филму се истражују теме дечјег пријатељства, љубави, губитка, похлепе, насиља, раскида пријатељства и појаве гангстера у америчком друштву.
Било једном у Америци је последњи филм Серђа Леонеа и први филм у којем је глумила Џенифер Конели, са својих 12 година. Ово је такође трећи филм у Леонеовој Било једном трилогији, која укључује филмове Било једном на Дивљем западу (1968) и За шаку динамита (1971). Филм је премијерно приказан на филмском фестивалу у Кану у оригиналној верзији од 229 минута. Упркос Леонеовом противљењу, у САД је филм приказиван у скраћеној верзији (скоро 90 минута краће од оригиналне верзије приказане у Европи). У скраћеној верзији избачене су сцене присећања прошлости, а догађаји су поређани хронолошки.

## Радња
Тројица људи улазе у кинеско вајанг позориште, тражећи обележеног човека. Власник одлази у скривену пушионицу опијума и упозорава човека по имену „Нудлс”, али он не обраћа пажњу. У флешбеку, Нудлс примећује како полиција уклања три унакажена леша са улице. Иако убија једног од људи који га прате, Нулс сазнаје да су они убили Еву, његову девојку, и да му је новац украден, па он напушта град.
Дејвид „Нудлс” Аронсон живи тешким животом уличног детета у кварту на доњем источном делу Менхетна 1918. године. Он и његови пријатељи Патрик „Петси” Голдберг, Филип „Кокај” Стајн и Доминик чине ситна кривична дела под надзором локалног шефа Багзија. Планирају да опљачкају пијанца док их камион скрива од полицајца, али их у томе онемогућава Максимилијан „Макс” Беркович, који је скочио са камиона како би сам опљачкао тог човека. Нудлс се суочава са Максом, али корумпирани полицајац краде сат због којег се свађају. Касније, Макс уцењује полицајца, који је имао секс са Пеги, младом девојком и Нудлсовом комшиницом. Макс, Нудлс, Патси, Доминик и Кокај оснивају сопствену банду, независну од Багзија, који је раније уживао заштиту тог полицајца.
Дечаци сакривају половину свог новца у кофер који смештају у ормарић на железничкој станици, дајући кључ „Дебелом” Моу Гелију, поузданом пријатељу који није део њихових операција. Нудлс је заљубљен у сестру Дебелог Моа, Дебору, амбициозну плесачицу и глумицу. Након што банда постигне успех, Багзи хвата дечаке у заседи и пуца на Доминика, који умире у Нудлсовом наручју. У бесу, Нудлс је ножем избо Багзија и тешко повређује полицајца. Ухапшен је и осуђен на затвор.
Нудлс је пуштен из затвора 1930. године и поново се удружује са својом старом бандом, који су сада главни кријумчари алкохола током Прохибиције. Нудлс се такође састаје са Дебором, са којом покушава да обнови своју везу. Током једне пљачке, банда упознаје Керол, која касније постаје Максова девојка. Банда напредује од кријумчарења алкохола, истовремено пружајући заштиту шефу синдиката Џимију О’Донелу.
Нудлс покушава да импресионира Дебору на екстравагантном састанку, али је затим силује након што она одбије његов предлог за брак, јер намерава да настави каријеру у Холивуду. Нудлс одлази на железничку станицу тражећи Дебору, али када га она спази са свог седишта у возу, једноставно спусти завесу.
Финансијски успех банде завршава се укидањем Прохибиције 1933. године. Макс предлаже да се придруже синдикату Тимстера, као заштита, али Нудлс одбија. Макс се слаже и њих двојица одлазе на одмор на Флориду, са Керол и Евом. Док су тамо, Макс предлаже пљачку Њујоршке банке федералних резерви, али Нудлс то сматра самоубилачком мисијом.
Керол, која се такође плаши за Максов живот, убеђује Нудлса да обавести полицију о неком мањем прекршају, како би четворица пријатеља издржали сигурну кратку затворску казну („вероватно годину дана”). Неколико минута након што је позвао полицију, Макс током свађе онесвести Нудлса. Освешћујући се, Нудлс сазнаје да су Макс, Петси и Кокај убијени од стране полиције, па га прождире кривица због телефонског позива. Нудлс узима кофер у којем је банда чувала новац, али сада га налази празног. Пошто су му пријатељи убијени, а и сам се налази у смртној опасности, утучени Нудлс се укрцава у први аутобус који иде из Њујорка и одлази у Буфало, како би живео под лажним идентитетом као Роберт Вилијамс.
Године 1968, Нудлс добија писмо које га обавештава да се гробље на коме су сахрањени његови пријатељи реконструише, и тражи од њега да организује њихово поновно сахрањивање. Схвативши да је неко утврдио његов идентитет, Нудлс се враћа на Менхетн и остаје са Дебелим Моом изнад његовог ресторана. Током посете гробљу, Нудлс проналази кључ железничког ормарића који је некада чувала банда. Отварајући ормарић, он проналази кофер пун новца, али са напоменом да је готовина депозит за његов следећи посао.
Нудлс чује за скандал са корупцијом и покушај атентата на америчког министра трговине Кристофера Бејлија, што је поменуто у новинском извештају.
Нулс посети Керол, која живи у дому пензионера који води Бејлијева фондација. Она му говори да је Макс подметнуо идеју да га она и Нудлс дојаве полицији, јер је желео да умре, а не да полуди попут свог оца, који је умро у менталној болници; Макс је отворио ватру на полицију како би осигурао сопствену смрт.
Док је био у дому пензионера, Нудлс је видео Деборину фотографију на посвети те институције. Нудлс проналази Дебору, још увек глумицу. Испитује је у вези са министром Бејлијем, говорећи јој о позиву на забаву у Бејлијевој вили. Дебора тврди да не зна ко је Бејли и моли Нудлса да оде кроз задњи излаз, док је Бејлијев син чека на главним вратима. Занемарујући Деборин савет, Нудлс види Бејлијевог сина Дејвида, који је добио име по Нудлсу и јако подсећа на Макса као младића. Тако Нудлс схвата да је Макс жив и да живи као Бејли.
Нудлс се састаје са Максом у његовој приватној канцеларији током забаве. Макс објашњава да су му корумпирани полицајци помогли да лажира сопствену смрт, тако да је могао да украде новац банде и учини Дебору својом љубавницом како би започео нови живот као Бејли, човек који има везе са синдикатом Тимстера, али везе које је имао су се погоршале.
Сад суочен са пропашћу и атентаторима на Тимстера, Макс тражи од Нудлса да га убије пошто му је ушао у траг и послао позивницу. Нудлс, тврдоглаво га ословљавајући као министра Бејлија, одбија јер је, у његовим очима, Макс умро са бандом. Док Нудлс напушта Максово имање, зачује како се камион за смеће покреће и осврће се и угледа Макса како стоји на улазу његовог прилаза. Кад је почео да хода према Нудлсу, камион пролази између њих. Нудлс види како камионска дробилица меље смеће, али Макса нигде нема.
Крај се враћа на почетну сцену из 1933. године, када је Нудлс ушао у пушионицу опијума након смрти својих пријатеља, узео дрогу и широко се насмејао.

## Улоге
| Глумац              | Улога                        |
| ------------------- | ---------------------------- |
| Роберт де Ниро      | Дејвид „Нудлс” Аронсон       |
| Џејмс Вудс          | Максимилијан „Макс” Беркович |
| Елизабета Макгаверн | Дебора Гели                  |
| Џо Пеши             | Френки Манолди               |
| Берт Јанг           | Џо                           |
| Тјуздеј Велд        | Керол                        |
| Трит Вилијамс       | Џејмс О’Донел                |
| Дени Ајело          | Шеф полиције Ајело           |
| Џејмс Хејден        | Патрик „Патси” Голдберг      |
| Вилијам Форсајт     | Филип „Кокај” Стајн          |
| Дарлан Флугел       | Ева                          |
| Лари Рап            | „Дебели” Мо Гели             |
| Џенифер Конели      | млада Дебора                 |
| Ричард Форонџи      | позорник „Прдоња” Вајти      |
| Роберт Харпер       | Шарки                        |
| Ејми Рајдер         | Пеги                         |
| Џејмс Русо          | Багзи                        |
| Ричард Брајт        | „кукавица” Џо                |
| Ноа Моацеци         | Доминик                      |
| Џерард Марфи        | Краунинг                     |
| Арнон Милчан        | шофер (камео)                |
| Марио Брега         | Менди                        |

У рестаурацији копије 2012. године, Луиза Флечер појављује се као директор гробља у Ривердејлу, где Нудлс 1968. године посећује гробницу својих пријатеља.